# Euphaedra mendax
Euphaedra mendax är en fjärilsart som beskrevs av Jacques Hecq 1983. Euphaedra mendax ingår i släktet Euphaedra och familjen praktfjärilar. Inga underarter finns listade i Catalogue of Life.